# Hans-Reinhard Müller
Hans-Reinhard Müller (15 de enero de 1922 - 5 de marzo de 1989) fue un actor y director teatral y televisivo alemán.

## Biografía
Nacido en Núremberg, Alemania, era hijo del profesor de secundaria Johannes Baptista Müller (1877–1948) y de la escritora Marga Müller (1892–1981). Tras graduarse en la escuela secundaria en el año 1941 en el Wilhelmsgymnasium de Múnich, tomó clases de actuación con Friedrich Kayssler, recibiendo su primer compromiso como actor en Klagenfurt. Finalizada la Segunda Guerra Mundial, empezó a trabajar en el Theater der Jugend y en el Teatro de Cámara de Múnich. En el año 1948 se trasladó como actor y como director al Bayerisches Staatsschauspiel de Múnich, donde más adelante fue director artístico adjunto. 
A partir del año 1955 dio voz a Anton Pfister en unos 120 episodios de la serie radiofónica infantil Geschichten vom Kater Musch, emitida por Bayerischer Rundfunk.
Desde 1960 a 1969 Müller dirigió el Theater Freiburg, en Friburgo de Brisgovia. Como director de la prestigiosa Escuela Otto Falckenberg volvió a Múnich, sucediendo en 1973 a August Everding como director del Teatro de Cámara de Múnich.
Su primer trabajo como director televisivo llegó en 1959, y en 1960 dirigió el telefilm So ist es – ist es so?, con Horst Tappert. También se hizo un conocido actor televisivo gracias a su trabajo en la serie del año 1984 Die Wiesingers.
Hans-Reinhard Müller falleció en Bad Feilnbach, Alemania, en el año 1989. Fue enterrado en el Cementerio Nordfriedhof de Múnich. 

## Filmografía  (selección)
- 1978 : Tatort (serie TV), episodio Schwarze Einser
- 1979 : Blauer Himmel, den ich nur ahne (telefilm, con Jörg Hube y Hans Stadtmüller)
- 1980 : Die Undankbare (telefilm, con Fritz Straßner y Helmut Fischer)
- 1983 : Kerbels Flucht (telefilm, con Peter Sattmann y Barbara Rudnik)
- 1984/1988 : Die Wiesingers (serie TV, con Werner Stocker y Gaby Dohm)
- 1985 : Marie Ward – Zwischen Galgen und Glorie
- 1985 : Tatort (serie TV), episodio Schicki-Micki (con Helmut Fischer)
- 1985 : Flammenzeichen (con Toni Berger y Hansi Kraus)
- 1989 : Das schreckliche Mädchen (de Michael Verhoeven)

## Premios
- 1976 : Gran Cruz de 1.ª Clase de la Orden del Mérito de la República Federal de Alemania
- 1976 : Medalla Ludwig Thoma
- 1983 : Medalla de oro conmemorativa de la ciudad de Múnich
- Orden del Mérito de Baviera